# SV Gloggnitz
Die Sportvereinigung Gloggnitz, kurz SV Gloggnitz, ist ein Fußballverein aus der niederösterreichischen Stadt Gloggnitz.

## Geschichte

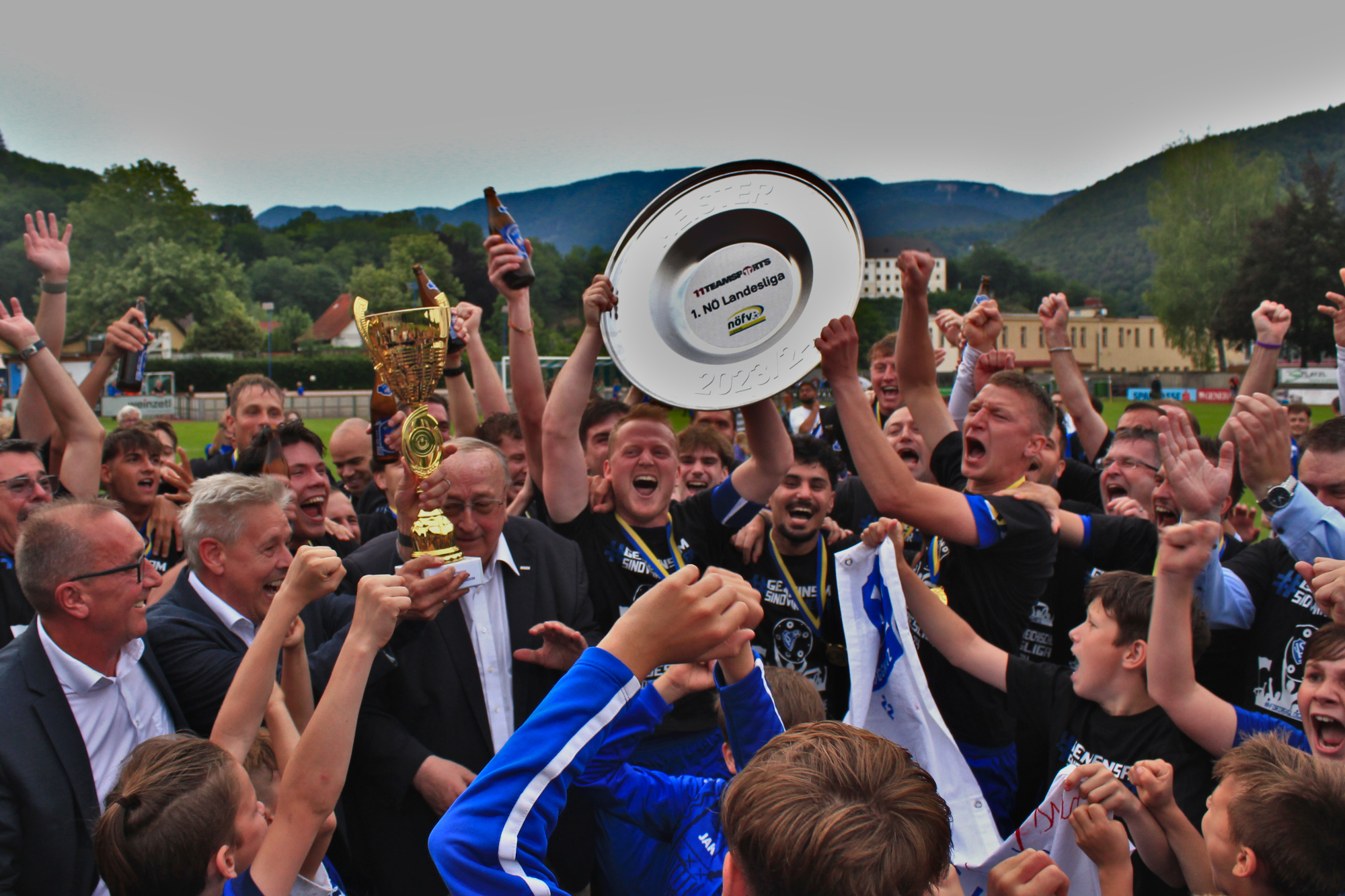
Gloggnitz-Meisterfeier zum Meistertitel in der Landesliga Niederösterreich (2024)

Die Sportvereinigung Gloggnitz wurde 1922 mit den Vereinsfarben blau-weiß gegründet. Die sportlich erfolgreichste Zeit des Vereines wurde durch den Meistertitel in der niederösterreichischen Landesliga in der Saison 1948/49 eingeleitet. Der überlegene Titelgewinn vor den Vereinen SC Brunn und SC Harland ermöglichte damals den direkten Aufstieg in die neu gegründete Österreichische Fußball-Staatsliga. Absolute Höhepunkte in Gloggnitz waren die Pflichtspiele gegen SK Rapid Wien und FK Austria Wien, zu denen jeweils rund 10.000 Zuschauer ins Alpenstadion kamen. Mit vier Siegen und drei Unentschieden erreichte der Verein in seiner einzigen Erstligasaison 1949/50 jedoch nur elf Punkte und musste in die 1950/51 neu eingeführte Staatsliga B absteigen. Nach dem Abstieg aus der Staatsliga B spielte die SV Gloggnitz in der niederösterreichischen Landesliga, in der sie 1960/61 niederösterreichischer Landesmeister wurde und in die Regionalliga Ost aufstieg. Von 1961/62 bis 1965/66 spielte der SV Gloggnitz in der Regionalliga Ost und konnte zweimal den dritten Platz für sich verbuchen. Nach dem Abstieg aus der Regionalliga kam die Talfahrt bis in die letzte Spielklasse. Im Sommer 1971 erfolgte die Fusion zwischen den beiden Gloggnitzer Vereinen zum ASK SV FEZ Gloggnitz. Der später wieder in SV Gloggnitz umbenannte Verein kämpfte sich nach oben und spielte 1982/83 wieder in der höchsten niederösterreichischen Spielklasse. Diese musste die Sportvereinigung aber bereits nach einer Saison wieder verlassen. Danach spielte man 15 Jahre in der 2. Landesliga – bis 2004 in der Gebietsliga Süd/Südost. Nach dem Meistertitel in der Gebietsliga Süd/Südost in der Saison 2017/2018 spielt der SV in der 2. Landesliga Ost. Im Juni 2019 feierte der SV Gloggnitz mit dem NÖ-Cuptitel einen weiteren großen Erfolg. In der Spielzeit 2021/22 gewann die Spielvereinigung die Meisterschaft in der 2. Landesliga Ost, wodurch sie in die 1. Landesliga aufgestiegen sind. In der Saison 2023/24 wurde man Meister in der 11teamsports 1. Landesliga Niederösterreich und stieg in die Regionalliga Ost auf. Der Aufstieg in die Regionalliga Ost brachte einen weiteren Nebeneffekt mit sich, denn ab der Saison 2023/24 tritt die SV Gloggnitz auch mit einer zweiten Kampfmannschaft in der 2. Klasse Wechsel an. Diese soll als Sprungbrett für junge talentierte Spieler aus dem eigenen Nachwuchs sowie Spieler aus der Umgebung dienen, um sich einfach in den Erwachsenenfußball zu integrieren und den Sprung in die Regionalliga zu schaffen.

## Erfolge
- Teilnahme Staatsliga A: 1949/50 (Rang 11)
- Teilnahme Staatsliga B: 1950/51, 1951/52 (Ränge 8 und 10)
- Teilnahme Regionalliga Ost: 1961/62-1965/66, 2023/24-laufend
- 3 × Meister Landesliga Niederösterreich: 2023/24, 1960/61, 1948/49
- Niederösterreichischer Landescupsieger: 1948/49
- Meister 1. Klasse Süd: 2007/08
- Meister Gebietsliga SSO 2017/18
- NÖ Cupsieger 2018/19
- Meister 2. Landesliga Ost 2021/22

## Frauenfußball
In der Saison 2004/05 schafften die Frauen des SV Gloggnitz den Meistertitel in der 2. Division Ost und qualifizierten sich damit für die Relegationsspiele um den Aufstieg in die Frauen-Bundesliga. Die LASK Ladies aus Linz wurden im Heimspiel am 11. Juni 2005 mit 4:1 und im Auswärtsspiel am 18. Juni 2005 mit 3:2 besiegt. Die Frauenmannschaft des SV Gloggnitz erreichte damit zum ersten Mal die Zugehörigkeit zur höchsten österreichischen Frauenspielklasse. Im Sommer 2012 gründeten die Gloggnitzer eine Spielgemeinschaft mit dem SC Wiener Neustadt, die bis 2015 dauerte. In der Saison 2015/16 übernahm die Lizenz für die 2. Liga Ost/Süd und die Mannschaft. Nach der beinahe 10 Jahre andauernden Damenpause startet die SV Gloggnitz ab der Saison 2023/24 wieder mit einer Damenmannschaft in die Meisterschaft.

## Stadion

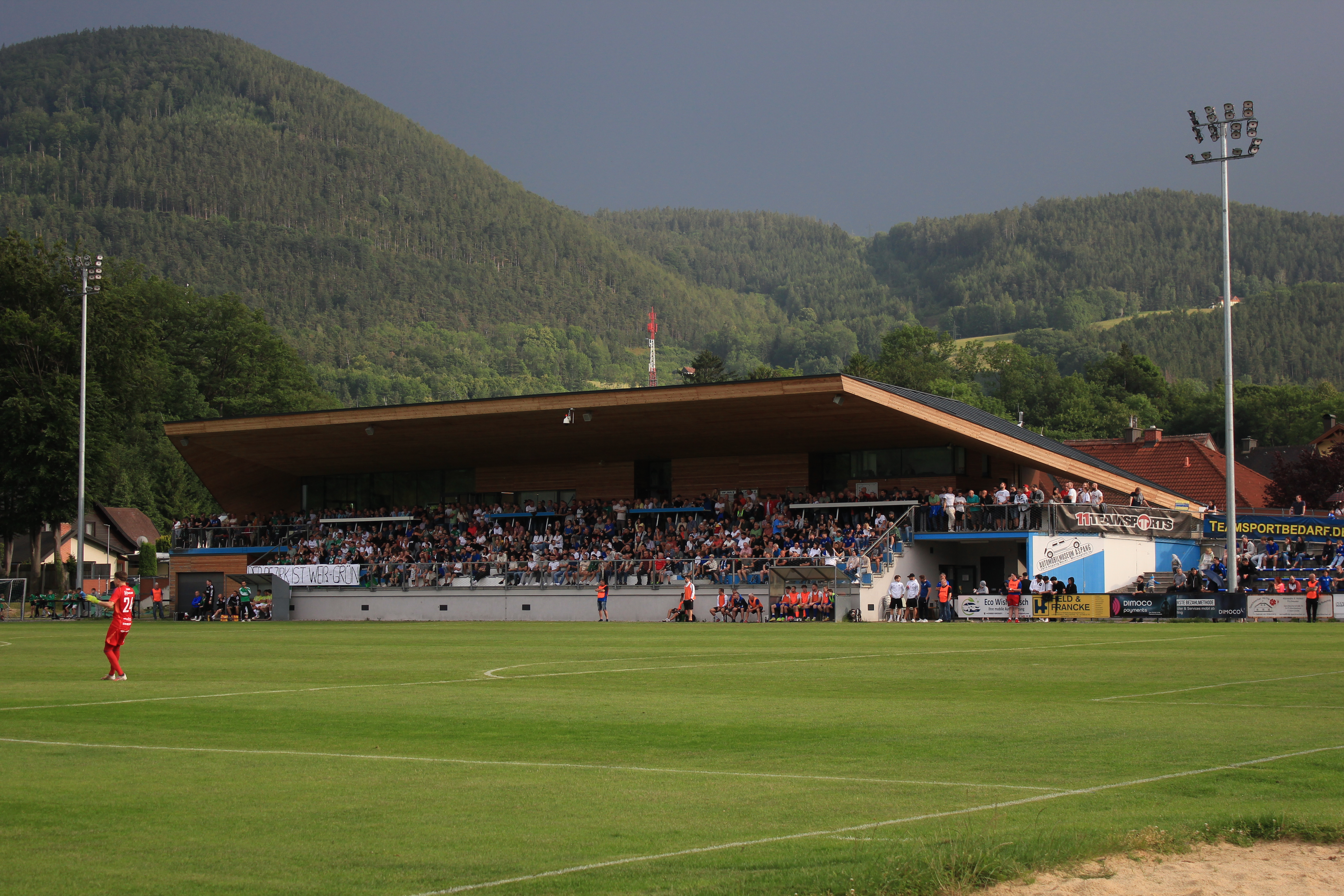
Alpenstadion Gloggnitz (2024)

Die erste Sportanlage wurde hinter dem Schrammelteich in Enzenreith errichtet. Im September 1940 wurde die neue Sportanlage, das heutige Alpenstadion errichtet. Im Jahr 2011 wurde die bestehende Tribüne abgerissen und durch einen modernen Bau ersetzt. Seit der Saison 2022/23 spielt man offiziell in der KRAMMER ARENA.